# Wanapum
Els wanapum són una tribu d'amerindis dels Estats Units que antigament vivia al llarg del riu Columbia des de Priest Rapids fins a les boques del riu Snake en el que avui és l'estat de Washington. Uns 60 wanapum encara viuen vora l'actual presa Priest Rapids. El nom "wanapum" prové del sahaptin wánapam, que vol dir "gent del riu", de wána, "riu", i -pam, "gent". Avui estan registrades dins la tribu reconeguda federalment de les Tribus i Bandes Confederades de la Nació Yakama i viu a la reserva índia Yakama.

## Història
En temps prehistòrics, el territori de la tribu encara avui dia és una excel·lent àrea de pesca del salmó. La tribu feia cases de tule i van fer uns 300 petroglifs en els penya-segats de basalt.
En 1805, segons els diaris de l'expedició de Lewis i Clark, els wanapum, liderats pel seu cap Cutssahnem, van saludar l'expedició i tractaren bé als seus membres, compartint el menjar. Els diaris del capità Clark donaven descripcions de llurs habitatges, roba i característiques físiques.
Cap al 1800 es va crear una nova religió nadiua anomenada Washane, Washani o "religió dels somnis", per un cap espiritual wanapum anomenat Smohalla. Els adherents a aquesta religió creien que l'home blanc desapareixeria si s'adherien als rituals i a la vida tradicional; en lloc de participar en els conflictes armats, la gent pregava. Ja sigui a causa d'aquesta religió o per altres raons, la tribu mai va lluitar contra els colons blancs, no va signar cap tractat amb ells i com a resultat no van obtenir cap dret a terres reconegudes pel govern federal.
En 1953 la construcció de la presa Priest Rapids i la presa Wanapum inundà les ribes dels rius on els wanapum havien viscut en cases tradicionals de tule.

## Patrimoni
Uns 60 petroglifs wanapum van ser extrets de la roca abans de ser inundada, i es poden veure al Parc Estatal Bosc Petrificat Ginkgo.
Un Wanapum Heritage Center Museum mostra els artefactes de l'època anterior a les preses, mentre que les patrulles del riu Wanapum vigila les terres ancestrals, supervisa llocs d'especial significat per als wanapum per protegir-los de la depredació i també proporciona informació als visitants.
La religió Washane encara és practicada per alguns membres de les altres tribus.